# Jahnschule Wittenberge

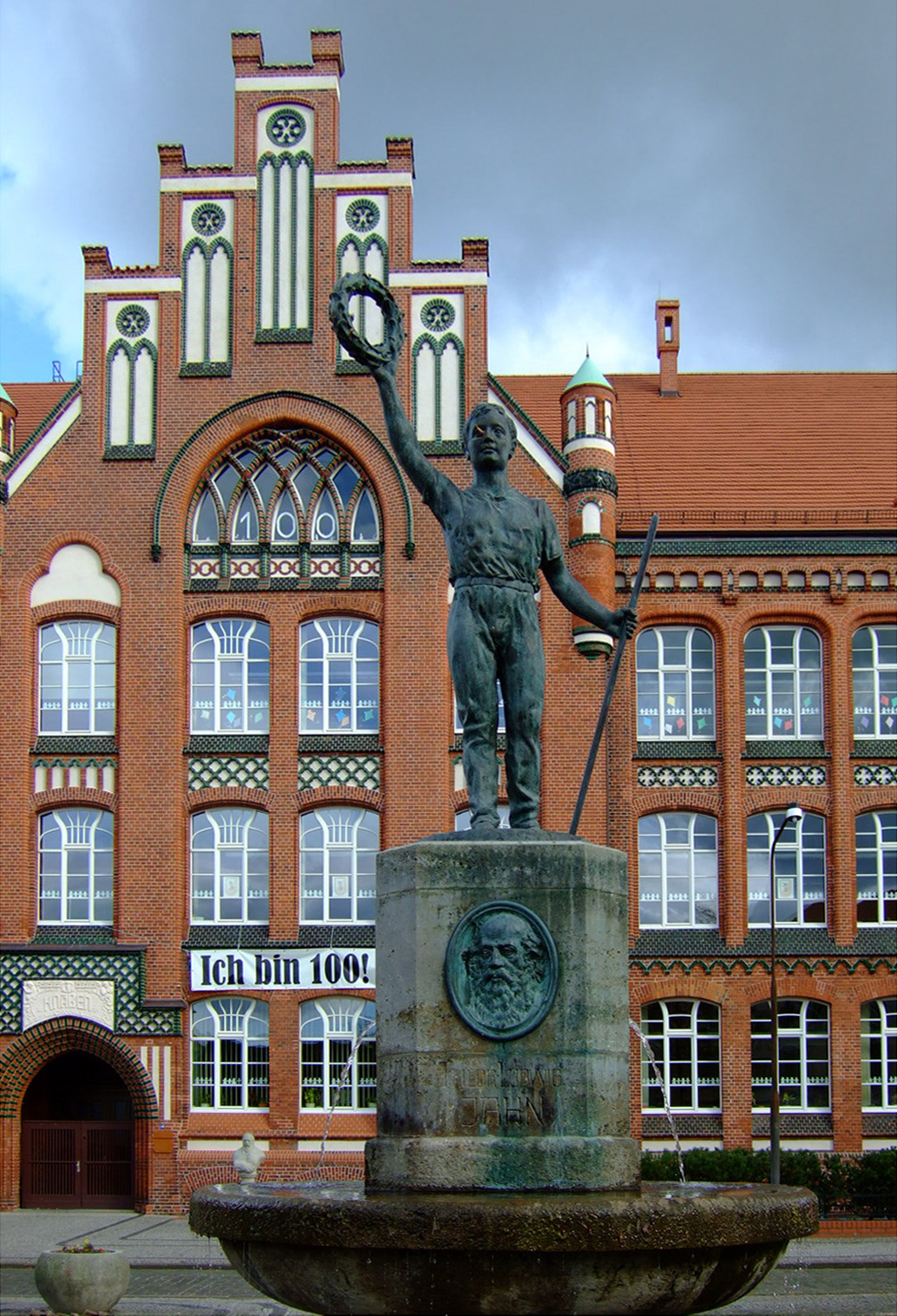
Denkmal vor der Schule

Die Grundschule „Friedrich Ludwig Jahn“ ist eine Primarschule in der Stadt Wittenberge in der Prignitz, Johannes-Runge-Straße 40..

## Beschreibung
Die Grundschule trägt den Beinamen „Friedrich Ludwig Jahn“ nach dem Pädagogen Friedrich Ludwig Jahn. Sie ist eine Schule mit offenem Ganztagsangebot. Die Leitung hat Kerstin Schulz und sie untersteht dem Staatlichen Schulamt Neuruppin.

## Besonderheiten
Sie ist eine Schule für Gemeinsames Lernen und eine sportlich ausgerichtete Grundschule.

## Geschichte
Die Schule wurde 1907 als Bürgerschule eingeweiht, damals bereits mit eigener Turnhalle. Am 11. August 1928 erhielt sie anlässlich des 150. Geburtstags von Friedrich Ludwig Jahn seinen Namen. Nach einer Zeit als Jungenschule (1946 bis 1956) wurde sie 1959 in Polytechnische Oberschule (POS) I „Friedrich Ludwig Jahn“ umbenannt. Ab 1990 war sie kurzzeitig eine Gesamtschule mit Grundschulteil, bevor sie 1994 zur Grundschule I „Friedrich Ludwig Jahn“ unter Rektorin Kerstin Schulz wurde. 1999 wurde sie um sechs Klassen und neun Lehrer erweitert, nachdem die Grundschule II (Bahnstraße 99) geschlossen worden war. 2003 folgte eine weitere Aufnahme von Schülern und Lehrern aus der geschlossenen Grundschule III am Elsternweg. Eine vollständige Erneuerung der Turnhalle war 2006 abgeschlossen. 2017/2018 wurde die Jahnschule zur Schule für Gemeinsames Lernen.

## Gebäude
Das Schulhaus wurde 1905–1907 nach einem Entwurf des Wittenberger Stadtbaumeisters Friede Everhard Bruns im Stil der Neogotik mit Anklängen an die märkische Backsteingotik errichtet. Ähnlich einer Burg weist der Sichtziegelbau Zinnen, Ecktürmchen und Stufengiebel auf. Zusammen mit der freistehenden Turnhalle, die ähnlich gestaltet ist und an eine Kapelle erinnert, steht es unter Denkmalschutz.
Vor dem Gebäude steht ein Brunnen als Friedrich-Ludwig-Jahn-Denkmal. Er wurde 1913 eingeweiht, das originale Turner-Standbild aus Bronze stammte von Bildhauer Hentschel, dem der Turner Albert Baars als Modell diente. 1940 wurde das Standbild demontiert und zu Rüstungszwecken eingeschmolzen. 1996 wurde der Jahn-Brunnen mit Figur wiedererrichtet.